# Христоф II Дона-Шлодин
Бургграф Христоф II фон Дона-Шлодин (1702—1762) — прусский генерал времён Семилетней войны, происходивший из шлодинской ветви рода Дона.

## Семья
Христоф II был третьим сыном Христофа I бургграфа и графа Дона-Шлодин и Фредерики-Марии, дочери Христиана Альберта графа и бурграфа Дона . И по материнской и по отцовской линии он был потомком графа Христофа, графа Дона участника Тридцатилетней войны и свояка Фредерика-Генриха Оранского.
18 октября 1734 года Христоф II женился на Фредерике Амалии Альбертине (1714—1782), дочери графа Генриха Вильгельма Зольмс-Вильденфельсского. В браке родилось десять детей. Но совершеннолетия достигли только трое:
- Мориц Вильгельм Генрих (1737—1777)
- Людвиг Александр (1750—1804)
- Амалия (1747—1768)

## Служба
Как и его предки Христоф II служил Пруссии. Свою карьеру он начал в 23-м пехотном полку. 16 августа 1718 года он стал прапорщиком. А 1 января 1719 года был переведен в 3-й пехотный полк. В 1720 году стал капитаном, а в 1727 году оберлейтенантом.
После того как королём Пруссии стал Фридрих II, карьера Христофа Дона стала развиваться быстрее.
28 июля 1740 года Христоф стал прусским полковником и в 1741 году перешел в 22-й пехотный полк. Он отличился во время первой и второй Силезских войн.
20 июня 1745 года Христоф стал генерал-майором (патент на это звание датирован 15 мая 1743 года) и шефом 4-го пехотного полка. Вскоре он перешел в 23-й пехотный полк. А 14 июля 1748 года Христоф получил 16-й пехотный полк. 25 января 1751 года стал генерал-лейтенантом.

## На полях Семилетней войны
Став генерал-лейтенантом Христоф II Дона-Шлодин был откомандирован в авангард корпуса Иоганна фон Левальда. В битве при Гросс-Егерсдорфе (август 1757 года) генерал Дона был ранен.
В апреле 1758 года он получал командование прусскими войсками в Померании. Генерал Дона действуя против шведов смог практически вытеснить их из Померании и даже осадить Штральзунд.
Но после появления русских у Кюстрина он вынужден был снять осаду Штральзунда и направится на помощь осажденной прусской твердыне ожидая соединения с армией Фридриха II. Генерал Дона навел на судах мост через Одер, чем сделал возможным сообщение с городом, так что явилась возможность постоянно снабжать гарнизон  После снятия осады Кюстрина русские войска генерала Фермора отошли к Цорндорфу. После Цорндорфского сражения (где генерал Дона также принимал участие) Христоф II со своим корпусом направился к Кольбергу осажденному русскими и шведами. Появление прусского корпуса привело к снятию осады города.
Это позволило генералу Дона перебросить свои войска на юг в Саксонию и снять осаду с Дрездена осажденного Фридрихом Михаэлем Пфальц-Биркенфельдским.
Вернувшись начале января 1759 года в Померанию генерал Дона смог отобрать у шведов Дамгартен, Рихтенберг, Гримм, Грейфсвальд, Деммин и Анклам. Он вновь вытеснил шведов к Рюгену и начал осаду Штральзунда.
В апреле 1759 генерал Дона был отозван в Берлин передав в Померании командование Генриху Мантейфелю. 
После своего выздоровления Христоф II Дона-Шлодин прибыл в армию в Ландсберг-на-Варте. С нею он 24 июня 1759 года прибыл в Польшу, чтобы отвлечь русских от удара в Силезию. Но действия генерала Дона против русских были неудачными. Он позволил Петру Семёновичу Салтыкову перехватить инициативу и вместо того, чтобы действовать на коммуникациях русских войск, был вынужден идти за ними следом.
22 июля 1759 года, когда две армии стояли между деревнями Пальциг и Кай, Христоф был отозван в Берлин. Прусскую армию в сражении при Пальциге возглавил Карл Генрих фон Ведель.
После отставки Христоф II Дона-Шлодин жил в Берлине, где умер 19 мая 1762 года.